# Hermance
Hermance je obec na jihozápadě Švýcarska, v kantonu Ženeva. Žije zde přibližně 1 100 obyvatel.

## Geografie
Obec se nachází na východním břehu Ženevského jezera, na hranici s Francií. Hermance se skládá z místních částí nebo vesnic Hermance - Rives-du-Lac, Le Bourg a La Croix-de-Bally.

## Historie

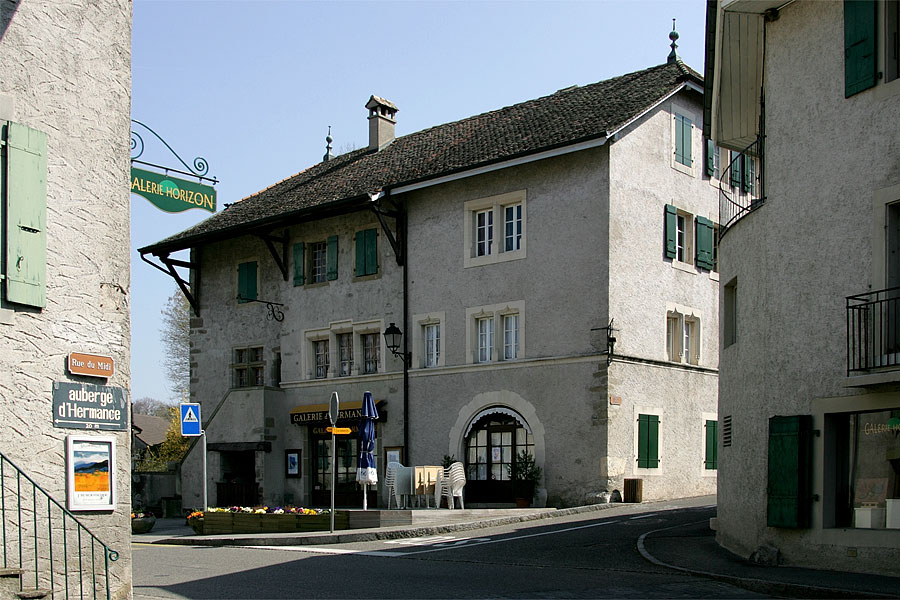
Centrum obce

Kolem roku 1100 bylo Hermance pouhým hradem, chránícím několik rybářských chatrčí. V této době vznikly nedaleko od sebe ve stávajících osadách dvě farnosti Cusy a Villars. Byla to nejpravděpodobněji beneficia převorství Saint-Jean v Ženevě; jejich zakladatelem byl pravděpodobně Guy de Faucigny, ženevský biskup. Poloha u jezera, při ústí řeky a na důležité cestě do Langinu pravděpodobně vysvětluje pozdější rozmach Hermance. Vykopávky ukazály, že Hermance bylo od druhé poloviny 13. století hustě zastavěno obytnými domy, které byly ve 14. století rozšířeny a v průběhu 18. století částečně zničeny. V roce 1247 nechal Aymon II. de Faucigny postavit hrad a opevněné tržní město. Kostel tohoto nového založení se stal farním kostelem. V důsledku toho ztratila farnost Villars na významu a oblast vlivu farnosti Cusy se posunula směrem k dnešní obci Chens-sur-Léman v Savojsku. V roce 1351 udělil pán z Faucigny určitá práva (koncese) přistěhovalcům, které přilákala výhodná poloha nového města, a podpořil tak rozvoj Hermance. Po porážce Faucigny Savojskem se Hermance v roce 1355 vzdalo a stalo se sídlem savojského kastelána. Vyvinulo se v důležité město, které v regionu prosazovalo svůj daňový systém a mělo zástavní obchod. V roce 1373 zde byl postaven špitál (hospic). V roce 1459 je doložena škola.

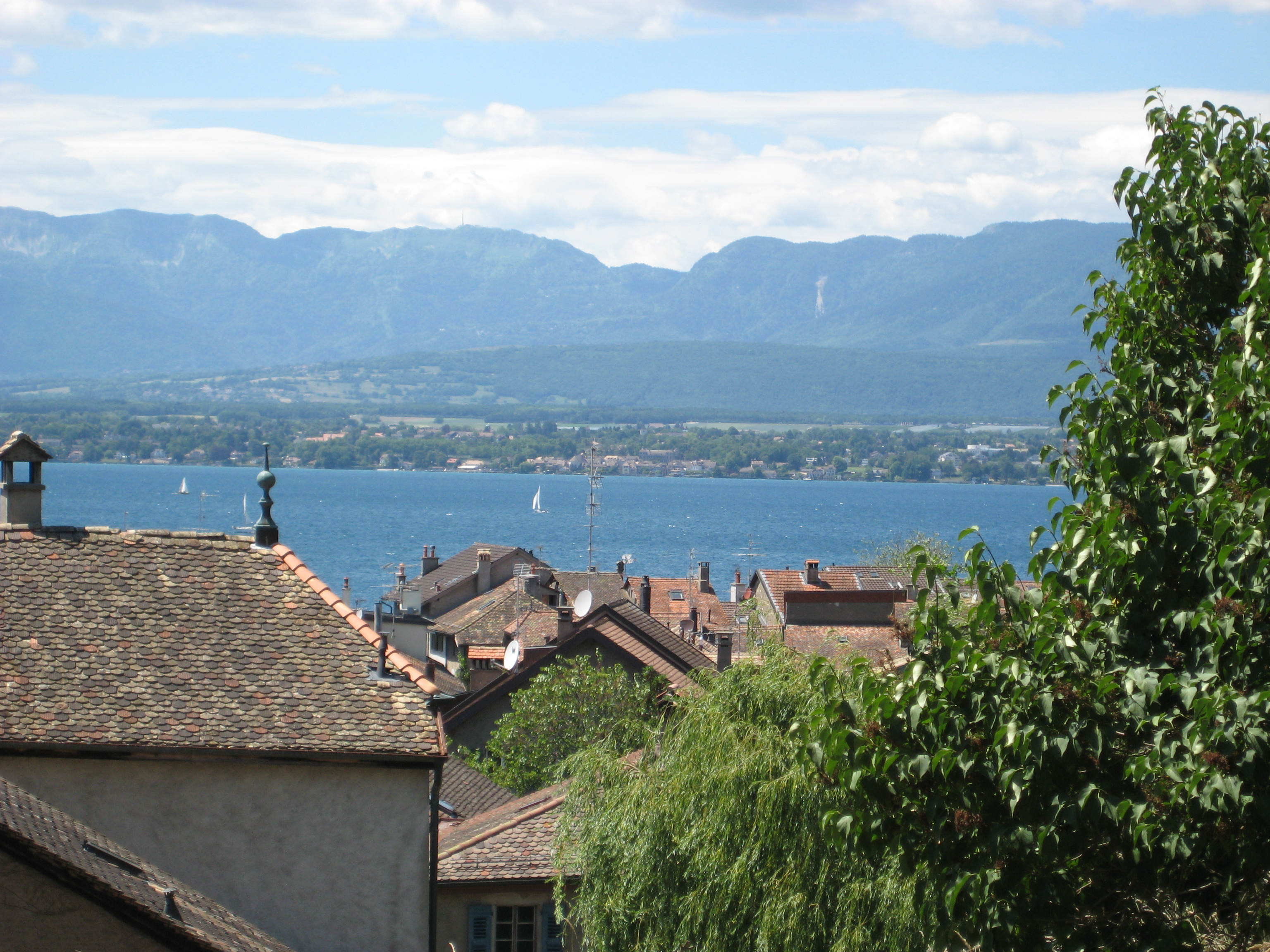
Pohled od obce na Ženevské jezero

V roce 1536 vtrhla do oblasti Chablais bernská vojska a jejich francouzští spojenci. V savojských vesnicích byla zavedena reformovaná víra. Ženevská církev jmenovala faráře pro Hermance a okolní vesnice. V roce 1542 byl přestavěn špitál a rozšířena škola. V roce 1567 se Hermance vrátilo do Savojska. Ke konci století se stala dějištěm válečných konfliktů mezi Ženevou a jejími spojenci Francií a Bernem na jedné straně a Savojskem a Španělskem na straně druhé. Na jaře 1589 byla vesnice vypleněna vojskem Nicolase Harlaye de Sancy; obranná zeď a hrad byly s výjimkou věže srovnány se zemí. Dne 4. srpna 1589 porazili Bernští pod vedením Johanna von Wattenwyl místního pána z Hermance Françoise-Melchiora de Saint-Jeoire. Mír byl obnoven francouzsko-španělskou smlouvou z Vervins v květnu 1598; v říjnu byly v Hermance projednány protichůdné nároky Ženevy a Savojska. Byla znovu zavedena katolická bohoslužba. Vesnice se ze zkázy vzpamatovávala pomalu; ustupovala místním potřebám a její význam upadal. Těžce poškozený kostel byl obnoven až kolem roku 1680 a špitál se zřítil kolem roku 1740. Spolu s Chablais trpělo Hermance v letech 1743–1748 španělskou okupací. Až do revoluce bylo pány Hermance několik rodů, mezi nimi Miolan, Ballaison, Saint-Jeoire a Blonay (1756). Později hrad patřil rodům Marcet, Boissier a de la Rive.
V roce 1792 obsadila Chablais francouzská vojska. Od roku 1797 patřilo Hermance k arrondissementu Thonon v departementu Léman. Byla zde ustanovena obecní rada, místní hejtman (maire) a jeho zástupce a zřízen matriční úřad. V březnu 1816 se Hermance na základě Turínské smlouvy stalo součástí kantonu Ženeva, ale část okolí obce zůstala savojská. Z ústraní se Hermance vynořilo v roce 1851, kdy byla vybudována silnice na levém břehu jezera a postaveno přístaviště a přístaviště. Od roku 1873 do přístavu pravidelně zajížděly parníky. Počet obyvatel zůstal od 15. století do roku 1950 poměrně stabilní, zatímco struktura obyvatelstva se výrazně měnila. Zatímco dříve bylo Hermance zemědělskou, rybářskou a řemeslnickou obcí, v současnosti většina obyvatel pracuje ve službách.

## Obyvatelstvo
| Vývoj počtu obyvatel | Vývoj počtu obyvatel | Vývoj počtu obyvatel | Vývoj počtu obyvatel | Vývoj počtu obyvatel | Vývoj počtu obyvatel | Vývoj počtu obyvatel | Vývoj počtu obyvatel | Vývoj počtu obyvatel | Vývoj počtu obyvatel | Vývoj počtu obyvatel | Vývoj počtu obyvatel |
| -------------------- | -------------------- | -------------------- | -------------------- | -------------------- | -------------------- | -------------------- | -------------------- | -------------------- | -------------------- | -------------------- | -------------------- |
| Rok                  | 1801                 | 1850                 | 1900                 | 1950                 | 1980                 | 1990                 | 2000                 | 2010                 | 2012                 | 2014                 | 2017                 |
| Počet obyvatel       | 307                  | 498                  | 362                  | 400                  | 594                  | 686                  | 816                  | 937                  | 965                  | 1013                 | 1014                 |

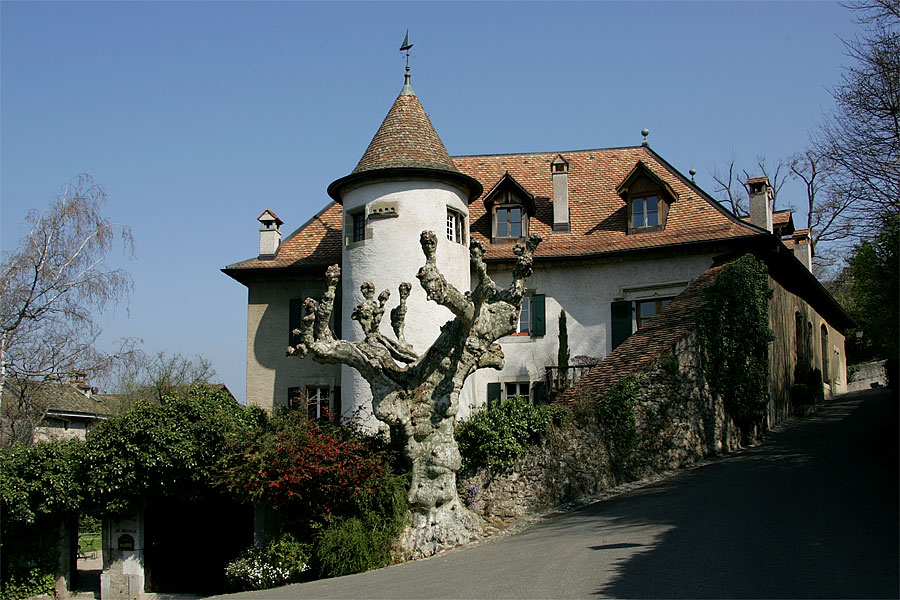
Obecní úřad

Většina obyvatel (k roku 2000) hovoří francouzsky (643, tj. 78,8 %), druhým nejčastějším jazykem je angličtina (73, tj. 8,9 %) a třetím němčina (36, tj. 4,4 %). 

## Doprava

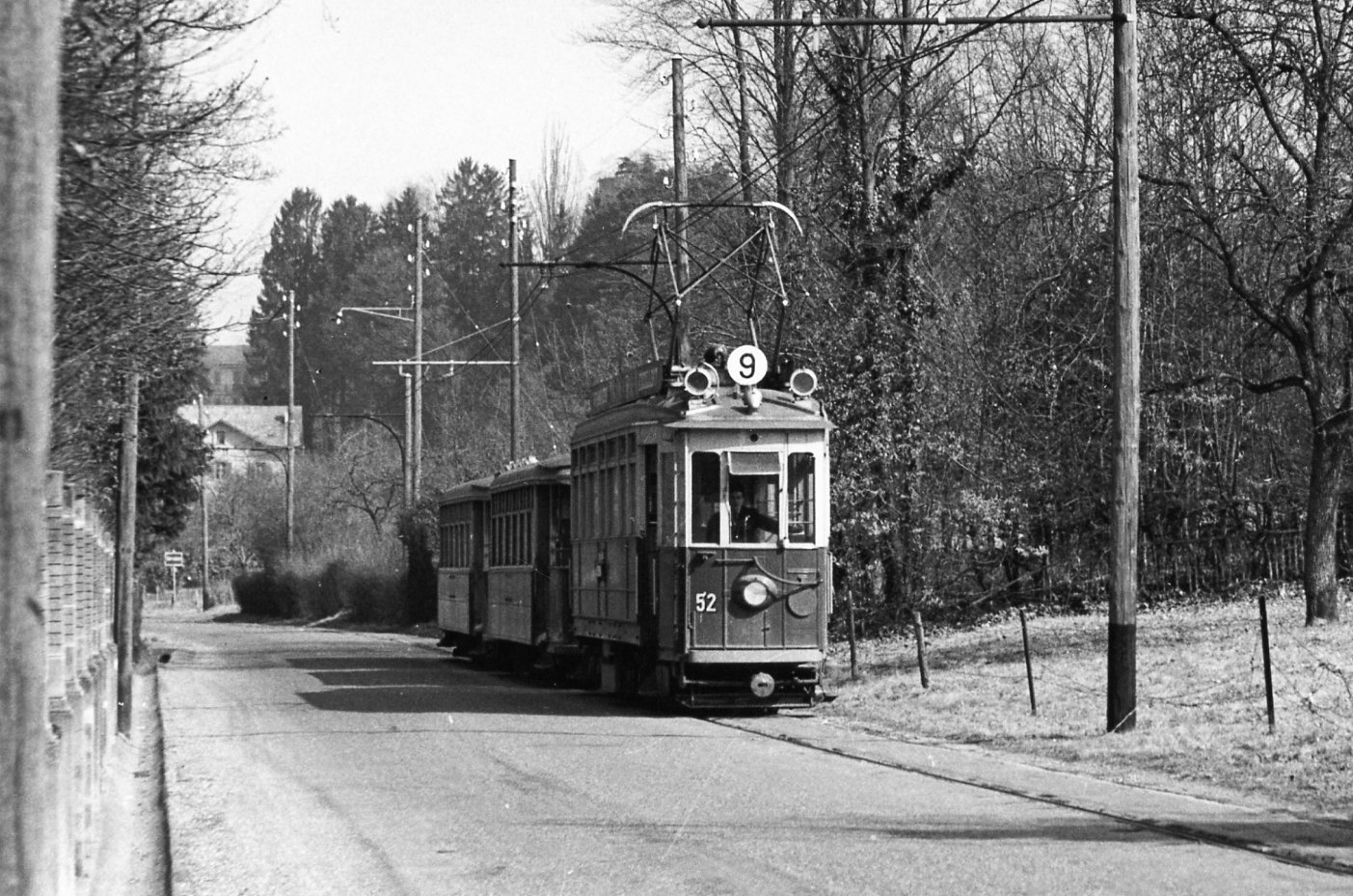
Tramvaj do Hermance (1956)

V roce 1902 bylo Hermance napojeno na ženevskou tramvajovou trať, kterou v roce 1958 nahradila autobusová doprava.
Obec je napojena na síť městské hromadné dopravy v Ženevě autobusovou linkou. Železniční spojení obec nemá.